# Boggenatjen
Boggenatjen är en ö i Marshallöarna.   Den ligger i kommunen Kwajalein, i den västra delen av Marshallöarna, 500 km väster om huvudstaden Majuro. Arean är 0,42 kvadratkilometer.
Terrängen på Boggenatjen är platt. Öns högsta punkt är 16 meter över havet. Den sträcker sig 1,3 kilometer i nord-sydlig riktning, och 1,4 kilometer i öst-västlig riktning.